# Nové Syrovice
Nové Syrovice é uma comuna checa localizada na região de Vysočina, distrito de Třebíč.